# Novus Group International
Novus (Novus Group International AB) är ett svenskt undersökningsföretag som arbetar med opinion, marknad och strategi. Novus är ett publikt bolag och finns noterat på Spotlight Stock Market i Stockholm. Företaget har sitt huvudkontor på Sveavägen i Stockholm och öppnade i augusti 2013 även ett kontor i Malmö.
Företaget grundades 2006 av Alf Sjöström, tidigare VD i bland annat Sifo och Svenska Gallup. Sjöström var VD i bolaget fram till den 4 november 2007, då han efterträddes av Lars Björkman. Sedan 2011 är Torbjörn Sjöström VD på Novus.